# Dique Florentino Ameghino

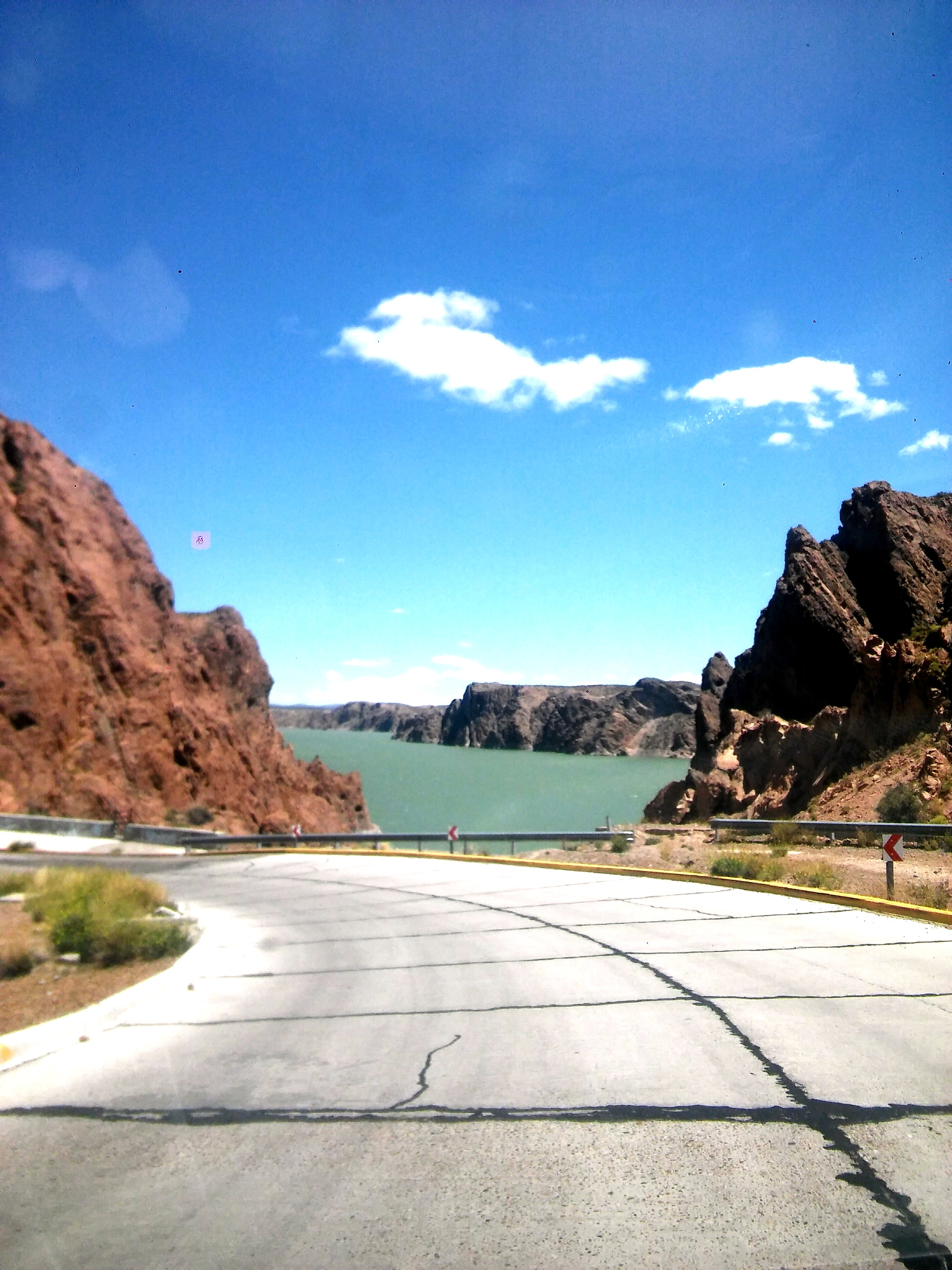
El embalse desde el ingreso a la villa homónima.

El Dique Florentino Ameghino es una central hidroeléctrica de Argentina, ubicada en la Patagonia, provincia del Chubut, a 140 km al oeste de la ciudad de Trelew, su construcción comenzó durante la presidencia de Juan Domingo Perón.

## Toponimia
El nombre de dicho del dique rinden honor al sabio Florentino Ameghino. En idioma galés se denomina Yr Argae, traducido como «la presa» o «el dique».

## Uso

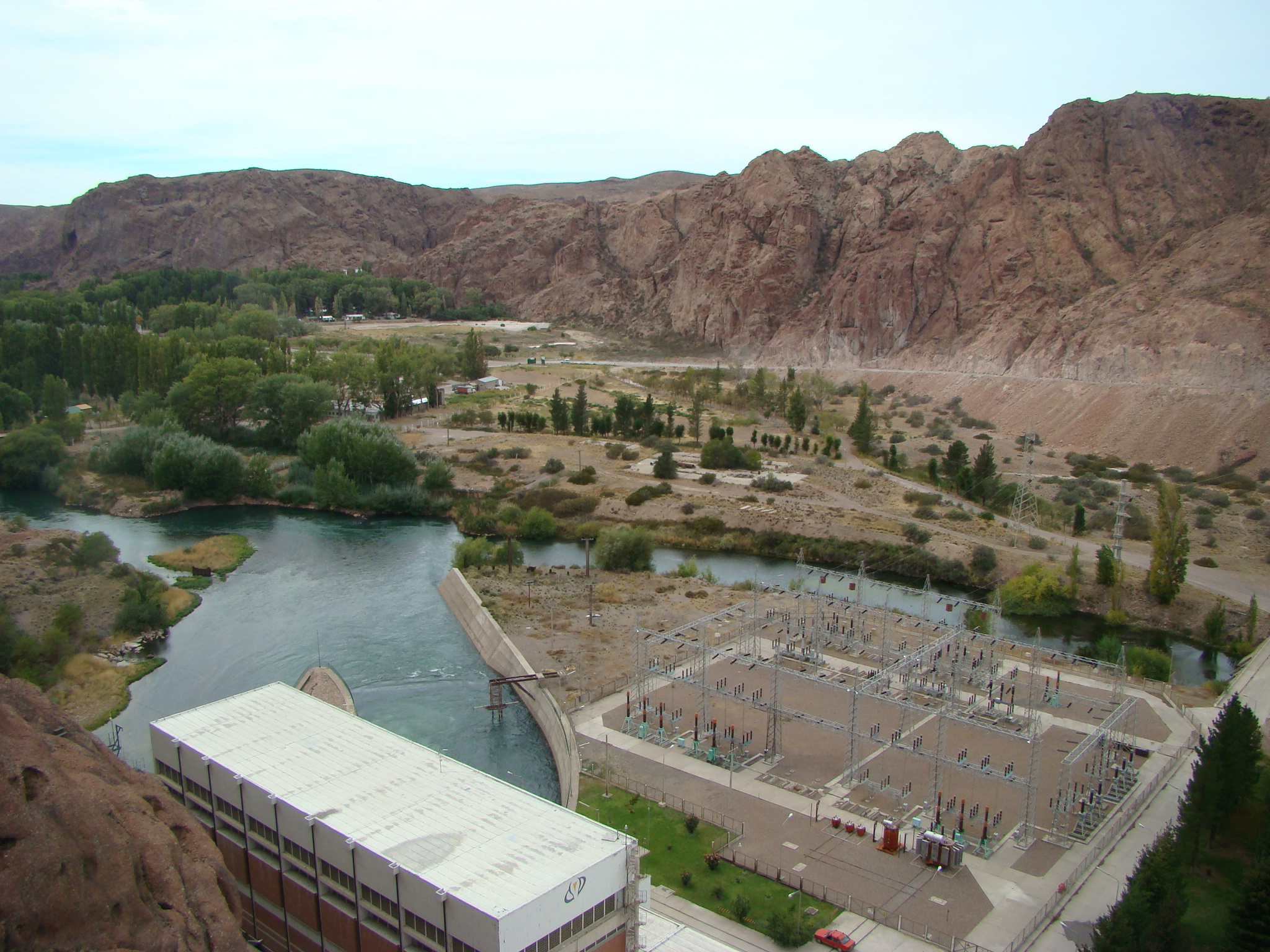
Las instalaciones hidroeléctricas desde lo alto del murallón del dique, a lo lejos la villa homónima.

Las principales funciones para las que se proyectó esta obra fueron el control de crecidas, la derivación de caudales para riego y la generación de energía eléctrica mediante el aprovechamiento Hidroeléctrico Florentino Ameghino. Asu vez la energía producida es suministrada al Sistema Interconectado Patagónico.
El dique embalsa las aguas del río Chubut, provenientes de los deshielos de los Andes. La presa posee 2 turbinas tipo Francis de 23,4 MW cada una.
Además, protege a los poblados del Valle inferior del río Chubut de las crónicas inundaciones causadas por las fuertes lluvias sobre la cuenca de los ríos Chubut y Chico. Recién en el año 2017 el Río Chico volvería a aportar sus aguas.
Se pueden practicar deportes: pesca de truchas, senderismo, escalada en las altas murallas de roca rojiza.

## Historia
Desde el inicio de la colonización galesa del Valle Inferior del Río Chubut (1865) el río Chubut fue  fuente de preocupación por la irregularidad y desproporción que guardan los estiajes con respecto a las avenidas. 
En 1943 se produjo en el país un golpe militar de la revolución del 43. El nuevo gobierno dictatorial condujo a la formación de la Gobernación Militar de Comodoro Rivadavia en 1944. Ante el gran crecimiento de la zona y la relación excelente con el gobierno nacional, el Gobernador Militar a Ángel Solari anunció la construcción de un dique sobre el Río Chubut. En ese mismo año comenzaron los estudios de la obra de ingeniería proyectada por el Ing. Antonio Pronsato. Por esta razón, se procedió a efectuar viajes de reconocimiento del sitio óptimo para el emplazamiento del dique, evaluándose cuatro lugares sobre el valle del río Chubut y cinco sobre el valle del río Chico. Como resultante, se determinó provisoriamente que el sitio más conveniente era aguas debajo de la confluencia de los ríos Chubut y Chico Sur, en una estrechura conocida como Valle Alsina a 20 km aguas debajo de la confluencia del río Chico . 
En 1947 asumió la presidencia de la Nación Juan Domingo Perón y puso en marcha el Primer Plan Quinquenal. En este marco histórico se decidió concretar la construcción de este Dique. 
El 15 de marzo de 1950 se iniciaron las obras. Teniendo en cuenta la mano de obra concentrada en el lugar, el Gobernador Eduardo Picerno creó una oficina de Registro Civil dependiente de la localidad de Dolavon, y para 1951 se designó ad referéndum del Ministerio del Interior el Centro Urbano en formación con el nombre de Eva Perón y se creó una Comisión de Fomento. Así nacía la villa del dique. El 10 de julio de ese mismo año, el gobernador Picerno solicitó que se designe esa localidad con el nombre de Eva Perón. Ese hecho marcaría la fundación del pueblo del dique. Años más tarde se tomaría el nombre Villa Dique Florentino Ameghino.
Algunas de las obras complementarias para la construcción de la presa fue la apertura de la ruta provincial 31 que aseguró el transporte de cemento desde Comodoro Rivadavia.También, se construyó una derivación vial del ferrocarril Central del Chubut desde la estación Las Chaspas. La longitud de este ramal fue de poco más de 10 kilómetros, en su extremo se erigió la estación Dique Florentino Ameghino. La misma sirvió en el abastecimiento de gran parte del cemento y también en el transporte de todos aquellos elementos para los cuales el flete ferroviario tenía menores costos. Para completar los trabajos del ferrocarril y camiones se construyó Un plano “inclinado”, con un carro sobre carriles accionado por un guinche, y que fue usado en los primeros tiempos de la obra. Ese plano fue vínculo de unión entre los campamentos del valle y los de la meseta. El 19 de abril de 1963 se inauguró el Dique Florentino Ameghino con la visita de José Guido y se empezó a generar energía a partir del día 4 de noviembre de 1968.
La obra demandó en total:
- Cemento:160.000 Ton.
- Ripio y arena: 350.000 m³
- Piedra partida: 450.000 m³
- Hierro: 550 Ton.
- Dinamita:100 Ton.
- Diésel Oil: 7.000.000 L
- Nafta: 3.000.000 L
- Encofrados acero: 3.500 m²
- Encofrados madera: 3.000 m²
- Tablestacas: 5.800 m²

En el marco de la racionalización del estado altamente deficitario en 1994 el gobierno peronista concesionó el negocio de la generación de energía eléctrica del Dique Florentino Ameghino a la empresa Hidroeléctrica Ameghino Sociedad Anónima (HASA), por un plazo de 50 años. La empresa es de  capitales mixtos con gestión privada que produce energía renovable y embalsa agua para riego y consumo. El Estado Nacional retiene para sí la responsabilidad de control, para ello mediante Decreto 239/99 creó el Organismo Regulador de Seguridad de Presas (de aquí en adelante ORSEP) quien se ocupa de controlar que el dique cumpla con los estándares internacionales de seguridad -estructural y operativa. Entre sus acciones se hallan la instalación de un sistema de medición y alerta hídrico, la formulación de planes de emergencia y evacuación preventivos extensivos al área de influencia del dique, el control y la auditoría técnica sobre la infraestructura del dique y la evaluación del estado de funcionamiento.
En 2021 la región vivió su peor sequía dejando la cota del dique peligrosamente baja. La situación fue ocasionada por escases nevadas en la Cordillera. Los registros mostraron que la cota del embalse debe encontrarse en 160 metros y en el 2020 se encontraba a 146. La disminución no cesó y en 2021 llegó a 144 en el periodo de julio comparado. La sequía produjo que el agua se retire 200 metros de la tercera bajada. En 2022 la crisis tocó su pico y terminó con una cota de agua de 136 metros. Finalmente, en abril de 2023  la cota se pudo recuperar y finalizó en 154 metros gracias a un invierno con nevadas y lluvias abundantes que aportó mucha agua al dique.

## Datos del embalse
- Latitud: 43°42"S.
- Longitud: 67°27"O.
- Altitud: 169 m s. n. m.

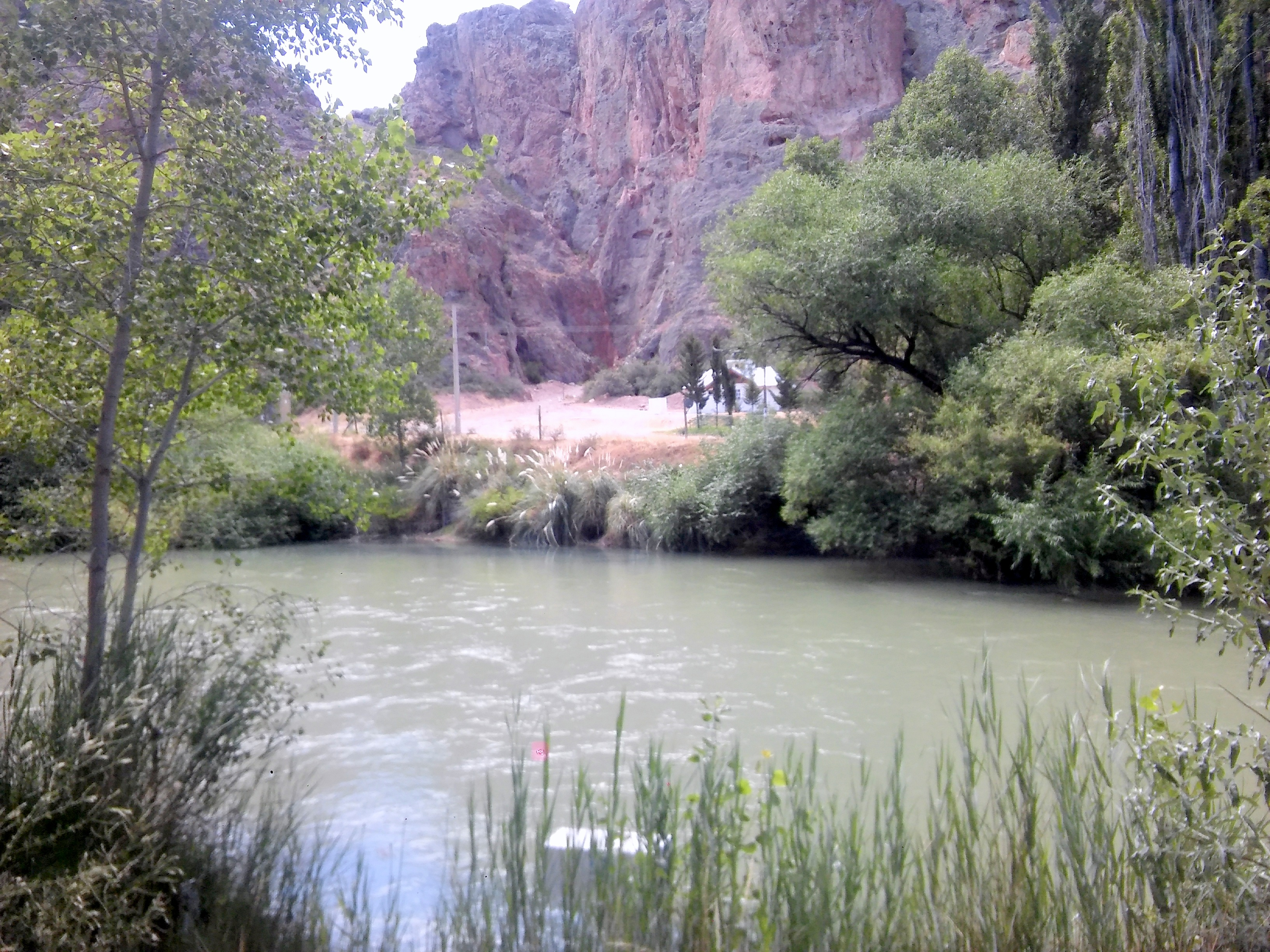
Río chubut tras su paso por el dique a la altura de la villa Dique Florentino Ameghino.

- Largo en el coronamiento: 256 metros.
- Altura sobre el fondo del cauce: 75 metros.
- Ancho máximo en terreno natural 67 metros
- Ancho máximo en roca de fundación de 95 metros.
- 110 metros sobre la roca de fundación.
- Volumen 1600 hm³ (capacidad máxima 2000 hm³).
- Profundidad máxima 61,5 m.
- Profundidad media 24,6 m [aclaración requerida]

## Geografía
El río Chubut y su extensa planicie aluvial que finalizan abruptamente contra extensas formaciones rocosas basálticas que forman una angostura apta para el emplazamiento de la obra. Esta abrupta interrupción de las montañas impidió que la estación del ferrocarril se emplazara más en dirección al dique dado su irregular conformación de terreno. Además, el entorno de la zona se destaca por ser un ambiente árido en el que se desarrolla una somera formación vegetal de estepa.